# Sept Parnassiens
Les 7 Parnassiens est un complexe cinématographique indépendant emblématique de 7 salles classé Art et Essai, situé au 98 boulevard du Montparnasse dans le 14e arrondissement de Paris. Il existe également un accès 16 rue Delambre.
Avec ses 7 salles, son espace d'exposition et de réception et son jardin extérieur, il est le plus grand cinéma classé art et essai de Paris. Il est également un des plus importants cinémas art et essai de France compte tenu de son histoire, de son niveau de fréquentation et de sa programmation.

## Histoire
Le cinéma est ouvert par l'exploitant Boris Gourevitch le 18 août 1978 dans une galerie commerçante, proche de Montparnasse, avec cinq salles et se nomme alors les 5 Parnassiens. Deux salles supplémentaires sont ouvertes en 1979.
Le cinéma a fait l'objet d'une importante rénovation de ses salles en 2020,. 

## Programmation
La programmation des 7 Parnassiens est essentiellement consacrée aux films d'auteurs en version originale sous-titrée ainsi qu'à de nombreuses soirées-débats, animations et festivals tout au long de l'année.
Les 7 Parnassiens fait partie du groupe Multiciné, qui gère également deux autres cinémas parisiens : Le Lincoln et le Cinq Caumartin.

## Accès
Les 7 Parnassiens est accessible par les stations de métro Montparnasse - Bienvenüe, Vavin et Edgar Quinet.